# Михайло (митрополит Київський, 988-992)
Михайло I, також Михаїл I — псевдомитрополит Київський, персонаж церковної легенди, який традиційно вважається першим митрополитом Київським (988-992), нібито поставленим за часів князя Володимира Великого. Однак сучасні дослідники не визнають існування такого митрополита як історичної особи. Образ Михайла виник значно пізніше та є результатом хибного тлумачення джерел і літературних реконструкцій, що відображають рівень історичних знань давньоруського книжництва XII–XVII століть.

## Походження легенди
Єдиним давнім джерелом, яке містить згадку про митрополита Михайла, є так званий «Церковний статут князя Володимира» — компілятивний текст, що остаточно сформувався у XII–XIII століттях. У ньому нібито сам Володимир каже:
«Се аз, князь великий Василей, нарицаемый Володимер, сын Святославль, унук Игорев, блаженный Ольги, усприал есмь крещение святое от греческих царей Константина и Василья и Фотея патриарха, узях перваго митрополита Михаила на Киев и на всю Русь, иже крести всю землю Рускую»

(«Церковный устав св. князя Владимира краткой редакции»)
Однак цей текст містить очевидні анахронізми — зокрема згадку про патріарха Фотія (857–886), який жив за понад сто років до хрещення Русі. Це дозволяє зробити висновок, що статут є пізньою компіляцією, а описані в ньому події відображають вже спотворене уявлення книжників пізнішого часу.
На думку польського історика Олександра Поппе, укладач тексту, ознайомившись із анонімним викладом символу віри у «Повісті временних літ» (який насправді є скороченим викладом твору Михайла Синкела IX століття), зробив хибне припущення: буцімто цей Михаїл був духовною особою при самому Володимирові. Враховуючи, що титул «синкел» йому здався занизьким (грецьке слово «синкел» дослівно означає «той, що живе в тій самій келії», келійник по-нашому), автор тексту надав Михаїлу статус митрополита — титул, який був звичним для церковних ієрархів його часу.

## Вигадане житіє
У подальші століття легенда про «митрополита Михаїла» отримала розгалужений розвиток, зокрема в бароковій історіографії XVII століття. Так, у хроніці Феодосія Софоновича (1672) наведено вигадане оповідання, що приписує Михайлу:
1. участь у знищенні язичницького ідола в Києві;
2. заснування монастиря на горі біля місця, де з ідола «вигнано біса»;
3. будівництво храму святого Михаїла, нібито першого Михайлівського Золотоверхого монастиря;
4. особисте проживання в цьому монастирі.

Ці твердження не підтверджені жодними давніми джерелами й розглядаються сучасними дослідниками як літературна вигадка. Софонович приписував заснування Видубицького монастиря також князю Володимиру, попри те, що в Іпатіївському літописі чітко вказано його заснування 1070 року, а освячення — 1088-го.

## Історична критика
Уже в XIX столітті Микола Закревський у «Описі Києва» (1868) звертав увагу на міфічний характер образу «митрополита Михайла», хоча й обережно утримався від категоричного заперечення його існування. У XX столітті ця позиція була переглянута: критичний аналіз джерел показав, що образ Михайла — це пізня інтерпретація, створена з метою надання більшої ваги і давнини київській церковній традиції.
Сучасна наука вважає, що першим достеменно відомим митрополитом Київським був Теофілакт, поставлений в кінці X століття, або навіть Теопемпт, поставлений у першій половині XI століття за правління Ярослава Мудрого. Жодних історичних свідчень про Михайла як митрополита не існує.

## У сучасній історіографії
На сьогодні більшість дослідників дотримуються думки, що «митрополит Михаїл» є фіктивною постаттю, створеною внаслідок помилкового зіставлення текстів і церковних традицій. Легенда про нього — приклад того, як уявлення про минуле формувались у середньовічній книжності не на основі фактів, а через логічні домисли, узвичаєні терміни і бажання обґрунтувати певну традицію постфактум.